# Las Palmitas (Panama)
Las Palmitas è un comune (corregimiento) della Repubblica di Panama situato nel distretto di Las Tablas, provincia di Los Santos. Si estende su una superficie di 11,1 km² e conta una popolazione di 2.057 abitanti (censimento 2010).